# Ornithoctonus andersoni
Ornithoctonus andersoni är en spindelart som beskrevs av Pocock 1892. Ornithoctonus andersoni ingår i släktet Ornithoctonus och familjen fågelspindlar.
Artens utbredningsområde är Myanmar. Inga underarter finns listade i Catalogue of Life.